# Olevano sul Tusciano
Olevano sul Tusciano község (comune) Olaszország Campania régiójában, Salerno megyében.

## Fekvése
A Tusciano folyó völgyében fekszik, a megye északi részén fekszik. Határai: Acerno, Battipaglia, Campagna, Eboli és Montecorvino Rovella.

## Története
Első említése a 12. századból származik. A következő századokban nemesi birtok volt. A 19. században nyerte el önállóságát, amikor a Nápolyi Királyságban felszámolták a feudalizmust. Korabeli épületeinek nagy részét az 1980-as hirpiniai földrengés elpusztította. 

## Népessége
A népesség számának alakulása:

## Főbb látnivalói
- Grotta di San Michele Arcangelo - 9-10. századi barlangtemplom, értékes freskókkal